# Rodrigo Penna
Rodrigo Penna Santos Pereira (Rio de Janeiro, 31 de agosto de 1975), mais conhecido como Rodrigo Penna é um ator brasileiro. 

## Biografia e carreira
Iniciou a carreira aos 8 anos de idade, fazendo teatro infantil. Aos 12 anos, encenou a peça "Menino Maluquinho". Participou do clipe "Na rua, na chuva, na fazenda", do Kid Abelha. Em 2006 dirigiu seu 1º espetáculo Eu nunca Disse que Prestava de sua criação, tendo como base textos de Adriana Falcão e Luciana Pessanha. Fez faculdade de psicologia e filosofia, sem deixar de exercer a profissão de ator. No momento está com um evento, "Bailinho" idealizado por ele, bombando as noites Cariocas.

## Filmografia

### Televisão
| Ano  | Título                                   | Papel                          | Notas                            |
| ---- | ---------------------------------------- | ------------------------------ | -------------------------------- |
| 1988 | Shop Shop                                | —                              | Especial de fim de ano           |
| 1989 | Top Model                                | Alex Kundera Júnior (Alex Jr.) |                                  |
| 1991 | Vamp                                     | León de Araújo Góes            |                                  |
| 1993 | Contos de Verão                          | Ângelo                         |                                  |
| 1993 | Olho no Olho                             | José Carlos (JC)               |                                  |
| 1995 | Engraçadinha: Seus Amores e Seus Pecados | Lázaro                         | Participação                     |
| 1995 | Malhação                                 | Tomás G.                       | Participação                     |
| 1998 | A Turma do Pererê                        | Galileu                        |                                  |
| 2001 | Os Maias                                 | Artur Corvelo                  |                                  |
| 2003 | Malhação                                 | Aderbal                        | Participação                     |
| 2004 | Um Só Coração                            | Miragaia                       |                                  |
| 2005 | Sob Nova Direção                         | Raul Village                   | Participação                     |
| 2006 | JK                                       | Oscar Niemeyer                 | Participação                     |
| 2006 | Minha Nada Mole Vida                     | DJ Darksky                     | Episódio: "O Novo Namorado Novo" |
| 2007 | Paraíso Tropical                         | Mariano                        |                                  |
| 2007 | A Grande Família                         | Fumaça                         | Participação                     |
| 2008 | Dicas de um Sedutor                      | Bicudo                         | Participação                     |
| 2008 | Casos e Acasos                           | Robertinho                     | Participação                     |
| 2020 | Todas as Mulheres do Mundo               | Luiz Artur                     | Participação                     |
| 2022 | Cara e Coragem                           | Johny                          | Participação                     |
| 2023 | Fuzuê                                    | Lampião (jovem)                | Participação                     |
| 2024 | Arcanjo Renegado (3ª Temporada)          | Alex                           | Participação                     |

### Cinema
| Ano  | Título                              | Papel           | Notas |
| ---- | ----------------------------------- | --------------- | ----- |
| 1997 | Doces Poderes                       | Videoeditor     |       |
| 1998 | O Esôfago da Mesopotâmia            | Kiko            |       |
| 1999 | Mauá - O Imperador e o Rei          | D. Pedro II     |       |
| 2004 | A Dona da História                  | Nicolau (jovem) |       |
| 2006 | Fica Comigo Esta Noite              | Tomáz           |       |
| 2006 | Canta Maria                         | Louquinho       |       |
| 2007 | Conceição - Autor Bom é Autor Morto | —               |       |